# 로베르토 카르피오 니코예

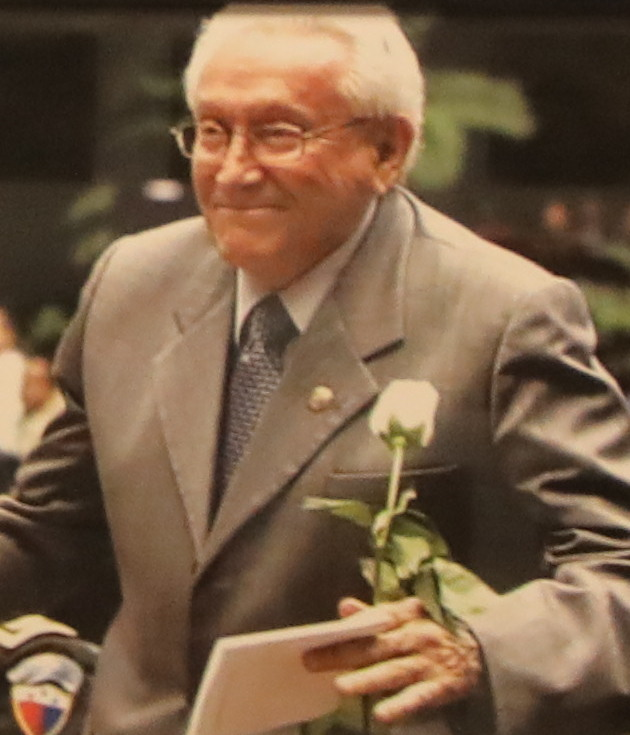

로베르토 카르피오 니코예(스페인어: Roberto Carpio Nicolle, 1930년 7월 16일~2022년 2월 24일)는 과테말라의 정치인이다.
비니시오 세레소 정권(1986-1991)하에서 부통령을 지냈다. 1985년 대통령 선거에 비니시오 세레소의 러닝메이트로 출마, 당선되었으며 이듬해인 1986년부터 정식으로 업무를 수행하기 시작하였다. 1991년 5년 임기를 마치고 물러났다.

## 대한민국과의 관계
1987년 4월 8일 노신영 국무총리의 초청으로 대한민국을 방문하였으며, 12일까지 방한하였다. 노신영 국무총리와의 회담에서 양국간의 우호증진을 위해 노력했으며, 9일에는 전두환 대통령이 수교훈장광화대장을 수여하기도 했다.